# There You’ll Be
В моём сердце навсегда
 останется место для тебя,

На всю мою жизнь,

Я сохраню часть тебя в себе

И везде, где буду я,

Там будешь ты…

Там будешь ты…
«There You’ll Be» (с англ. — «Там будешь ты») — песня американской кантри-певицы Фейт Хилл, вышедшая 21 мая 2001 года на лейбле Warner Bros.. Музыка и слова Дайан Уоррен. Песня вошла в саундтрек к кинофильму «Пёрл-Харбор» и в сборники хитов There You’ll Be и The Hits. «There You’ll Be» посвящена памяти умерших близких и как напоминание себе, что они всегда будут с нами. Впервые её предложили Селин Дион, которая отказалась, потому что не хотела записывать ещё одну романтическую балладу для альбома саундтреков («My Heart Will Go On»).
Песня получила две номинации на Грэмми в категориях Лучший женский поп-вокал и Лучшая песня, написанная для визуальных медиа. Также были номинации на Золотой глобус и на Оскар в категории Лучшая песня к фильму.

## Отзывы
Композиция была одобрительно встречена музыкальными экспертами и обозревателями.
Арден Ламберт из Country Daily написал, что «There You’re Be» — «прекрасная баллада», и отметил «заоблачный вокал» Хилл в песне. Дэвид Браун из Entertainment Weekly охарактеризовал её как «балладу с оркестровкой в припевах» и отметил, что «парящая дива» Фейт Хилл может пойти по стопам Селин Дион и Триши Йервуд. Мэри Энн А. Баутиста из Philippine Daily Inquirer написала, что она «заставляет образы фильма „Пёрл-Харбор“ оживать в вашей голове, когда вы её слушаете». Газета Richmond Times-Dispatch отметила песню как «вокально парящую» и «пропитанную струнами». Рэнди Уилкокс из The Robesonian назвал балладу «поп-жемчужиной». В своём обзоре There You’ll Be: The Best of Faith Hill Кэти Корсмо из The Spokesman-Review сказала, что Хилл «потрясающая вокалистка», и добавила, что её универсальность напоминает раннюю Мэрайю Кэри.
Чак Тейлор из Billboard сравнил эту песню с хитом Селин Дион 1998 года «My Heart Will Go On», описав её «пышную оркестровку, припев, летящий над облаками, и вокал, из-за которого другая песня Хилл „Breathe“ звучит как сонная колыбельная».

## Коммерческий успех
Релиз сингла прошёл 21 мая 2001 года. «There You’ll Be» достиг 10-го места в американском хит-параде Billboard Hot 100 в июле 2001 благодаря в основном радиоэфиру. Песня также достигла 11-го места в кантри-чарте Billboard Country Singles Chart.

## Список треков
| №  | Название                          | Длительность |
| -- | --------------------------------- | ------------ |
| 1. | «There You'll Be» (album version) | 3:40         |
| 2. | «Breathe»                         | 4:10         |

| №  | Название                | Длительность |
| -- | ----------------------- | ------------ |
| 1. | «There You'll Be»       | 3:38         |
| 2. | «There Will Come a Day» | 4:16         |

| №  | Название                  | Длительность |
| -- | ------------------------- | ------------ |
| 1. | «There You'll Be»         | 3:38         |
| 2. | «There Will Come a Day»   | 4:16         |
| 3. | «If I Should Fall Behind» | 4:32         |

## Награды и номинации
Песня была номинирована на все три престижные премии: Грэмми, Оскар и Золотой глобус. В 2002 году она получила номинацию на Грэмми в категории Лучший женский поп-вокал, но проиграла песне «I’m Like a Bird» певицы Нелли Фуртадо. Также песня была номинирована в категории Премия «Оскар» за лучшую песню к фильму, но уступила награду «If I Didn’t Have You» (Рэнди Ньюман) из мультфильма «Корпорация монстров» (Disney/Pixar).
| Награда                                       | Категория                               | Результат |
| --------------------------------------------- | --------------------------------------- | --------- |
| Грэмми-2002                                   |                                         |           |
| Лучший женский поп-вокал                      | Номинация                               |           |
| Лучшая песня, написанная для визуальных медиа | Номинация                               |           |
| Оскар (кинопремия, 2002)                      | Премия «Оскар» за лучшую песню к фильму | Номинация |
| Золотой глобус                                | Премия «Золотой глобус» за лучшую песню | Номинация |

## Чарты и сертификации
| Чарт (2001)                         | Высшая позиция |
| ----------------------------------- | -------------- |
| Австралия (ARIA)                    | 24             |
| Австрия (Ö3 Austria Top 40)         | 5              |
| Бельгия/Фландрия (Ultratop 50)      | 2              |
| Бельгия/Валлония (Ultratip)         | 5              |
| Канада (Nielsen SoundScan)          | 1              |
| Дания (Tracklisten)                 | 7              |
| Европа (Eurochart Hot 100)          | 6              |
| Финляндия (Suomen virallinen lista) | 14             |
| Германия (GfK)                      | 8              |
| Ирландия (IRMA)                     | 4              |
| Италия (FIMI)                       | 11             |
| Нидерланды (Dutch Top 40)           | 5              |
| Нидерланды (Single Top 100)         | 4              |
| Новая Зеландия (Recorded Music NZ)  | 11             |
| Норвегия (VG-lista)                 | 4              |
| Португалия (AFP)                    | 1              |
| Шотландия (Scottish Singles Chart)  | 3              |
| Испания (PROMUSICAE)                | 14             |
| Швеция (Sverigetopplistan)          | 1              |
| Швейцария (Schweizer Hitparade)     | 5              |
| Великобритания (UK Singles Chart)   | 3              |
| США (Billboard Hot 100)             | 10             |
| США (Billboard Adult Contemporary)  | 1              |
| США (Billboard Adult Top 40)        | 14             |
| США (Billboard Hot Country Songs)   | 11             |
| США (Billboard Mainstream Top 40)   | 23             |

| Чарт (2001)                         | Позиция |
| ----------------------------------- | ------- |
| Австрия (Ö3 Austria Top 40)         | 30      |
| Бельгия (Ultratop 50 Flanders)      | 23      |
| Европа (Eurochart Hot 100)          | 51      |
| Германия (Official German Charts)   | 49      |
| Ирландия (IRMA)                     | 31      |
| Нидерланды (Dutch Top 40)           | 29      |
| Нидерланды (Single Top 100)         | 35      |
| Швеция (Sverigetopplistan)          | 10      |
| Швейцария (Schweizer Hitparade)     | 32      |
| Великобритания (UK Singles, OCC)    | 52      |
| США (Billboard Hot 100)             | 66      |
| США (Adult Contemporary, Billboard) | 13      |

| Регион | Сертификация | Продажи  |
| --- | ------------ | -------- |
| Бельгия (BEA) | Золотой      | 25 000*  |
| Швеция (GLF) | Платиновый   | 30 000^  |
| Великобритания (BPI) | Платиновый   | 600 000^ |
| * Данные о продажах приведены только на основе сертификации. ^ Данные о тиражах приведены только на основе сертификации. |              |          |